# Bunny Style!
"Bunny Style!" (バニスタ!, Banisuta) es una canción del grupo surcoreano T-ara . El sencillo fue realizado el 20 de marzo de 2013 como su lanzamiento bajo EMI Music Japan.
Antecedentes y promoción
El sencillo fue lanzado en diez versiones diferentes, que van desde la versión de A a J. La versión limitada está disponible en tres versiones diferentes, con temas adicionales de T-ara subunidades. La versión A tiene una canción llamada "Sign" por los miembros Soyeon y Areum, mientras que la versión B tiene "Shabontama no Yukue" (シャボン玉のゆくえ, Soap Bubbles) por Boram y Qri. La tercera versión limitada tiene una canción llamada "Dangerous Love", cantada por los miembros Eunjung, Hyomin y Jiyeon. Las siete ediciones regulares vienen con diferentes pistas en solitario de uno de los miembros. La canción contará con una 'danza del conejito' que imita los movimientos del conejito.
T-ara celebró showcases especiales en quince ciudades japonesas, a partir de Sapporo, el 20 de febrero y el 21 de Marioka. Otras ciudades donde se celebran exhibiciones incluyen Saitama, Kyoto, Fukuoka, Nagasaki, etc.

## Recepción de la crítica
El columnista de Billboard K-pop, Jeff Benjamin escribió que la canción "incorpora un tema tierno y lindo sobre un ritmo techno club" con "sintetizadores agresivos que recuerdan de Britney Spears". Él era crítico, sin embargo, al decir que si bien "Bunny Style!" trae lo habitual de T-ara, la canción" deja de ser casi tan pegadiza como singles como "Roly-poly" o "Lovey-Dovey".

## Lista de canciones
| Versión limitada A |                            |         |                |          |  |
| N.º                | Título                     | Letras  | Música         | Duración |  |
| 1.                 | «バニスタ! (Bunny Style!)» |         | MEG. ME        |          |  |
| 2.                 | «Sign»                     | MEG. ME | Hiroko Konishi |          |  |

| Versión limitada B |                                                   |                 |                 |          |  |
| N.º                | Título                                            | Letras          | Música          | Duración |  |
| 2.                 | «シャボン玉のゆくえ (Soap Bubbles)» (Boram y Qri) | Yamauchi Hikaru | Yamauchi Hikaru |          |  |

| Versión limitada C |                                             |         |         |          |  |
| N.º                | Título                                      | Letras  | Música  | Duración |  |
| 2.                 | «Dangerous Love» (Eunjung, Jiyeon y Hyomin) | MEG. ME | MEG. ME |          |  |

| Todas las versiones limitadas en DVD |                                                      |          |  |
| N.º                                  | Título                                               | Duración |  |
| 1.                                   | «バニスタ! (Bunny Style)» (Video musical)            |          |  |
| 2.                                   | «バニスタ! (Bunny Style) (Video Making)» (Making-of) |          |  |

| Versión Standart 1 |                                    |        |        |          |  |
| N.º                | Título                             | Letras | Música | Duración |  |
| 2.                 | «愛の詩 (Love Poem)» (Soyeon solo) |        |        |          |  |

| Versión Standart 2 |                             |        |        |          |  |
| N.º                | Título                      | Letras | Música | Duración |  |
| 2.                 | «Two as One» (Eunjung solo) |        |        |          |  |

| Versión Standart 3 |                            |        |        |          |  |
| N.º                | Título                     | Letras | Música | Duración |  |
| 2.                 | «Maybe Maybe» (Boram solo) |        |        |          |  |

| Versión Standart 4 |                        |        |        |          |  |
| N.º                | Título                 | Letras | Música | Duración |  |
| 2.                 | «My Sea» (Jiyeon solo) |        |        |          |  |

| Versión Standart 5 |                          |        |        |          |  |
| N.º                | Título                   | Letras | Música | Duración |  |
| 2.                 | «Do We Do We» (Qri solo) |        |        |          |  |

| Versión Standart 6 |                                 |        |        |          |  |
| N.º                | Título                          | Letras | Música | Duración |  |
| 2.                 | «Love Suggestion» (Hyomin solo) |        |        |          |  |

| Versión Standart 7 |                           |        |        |          |  |
| N.º                | Título                    | Letras | Música | Duración |  |
| 2.                 | «Happy Rain» (Areum solo) |        |        |          |  |

- Datos: Q4997877